# Volo AeroPerú 603
Il volo AeroPerú 603 era un volo di linea della compagnia AeroPerú che collegava Miami a Santiago del Cile, con scalo intermedio a Lima.
Il 2 ottobre del 1996 il Boeing 757-23A che lo operava decollò dall'aeroporto di Lima con destinazione Santiago del Cile ma, a seguito di informazioni errate fornite dalla strumentazione elettronica, precipitò nell'oceano Pacifico con 70 persone a bordo, delle quali nessuna sopravvisse.
Volando sull'acqua, di notte, senza riferimenti visivi, i piloti non erano consapevoli della loro vera altitudine e faticavano a controllare e far navigare l'aereo. L'indagine ha stabilito che i computer dei dati aerei non erano in grado di mostrare la velocità relativa e l'altitudine corrette sui display della cabina di pilotaggio perché un addetto alla manutenzione non era riuscito a rimuovere il nastro che copriva le porte del sistema pitot-statico sull'esterno dell'aereo.

## Antefatto
La sera del giorno 1º ottobre 1996 il volo 603 dell'AeroPerú proveniente da Miami atterrò all'Aeroporto Internazionale Jorge Chávez di Lima con 171 passeggeri a bordo e 9 membri dell'equipaggio. Il volo da Miami era stato effettuato con un Boeing 727 ma venne sostituito poi a Lima con un Boeing 757-200 - come originariamente previsto - per raggiungere la destinazione finale in Cile. Dei 171 passeggeri ne sbarcarono 110 mentre gli altri 61 dovevano proseguire fino all'aeroporto "Arturo Merino Benitez" di Santiago del Cile. Dei restanti passeggeri facevano parte 30 cileni, 11 peruviani, 6 messicani, 4 statunitensi, 2 britannici, 2 italiani, 2 ecuadoriani, un venezuelano, un neozelandese, una colombiana ed una spagnola, che vennero re-imbarcati sul 757 (sul quale il personale stava terminando le operazioni di manutenzione).
Al comando dell'aeromobile erano designati il capitano Erich Schreiber (di 58 anni) - pilota di grande esperienza nonché istruttore di volo, capo della flotta Boeing e dei piloti dell'AeroPerù - ed il copilota David Fernàndez (di 42 anni).
Alle 23.50 Schreiber effettuò l'ispezione esterna dell'aereo, come prescritto dalle procedure di prevenzione incidenti. Un istante prima era terminata la manutenzione ordinaria, a cura dei supervisori Máximo Paredes Torrealba e Roberto León Regalado, nonché del verniciatore Chacaliaza. Il test sulla manutenzione fu firmato dal capo controllo qualità Alberto Darata Dancout e consegnato a Schreiber che, frattanto, aveva terminato l'ispezione visuale con torcia elettrica dell'esterno dell'apparecchio, senza notare nulla di anomalo o insolito.
Alle 00.40, il volo 603 decollò verso Santiago del Cile su una rotta aerea sorvolante l'Oceano Pacifico.

## L'incidente
Il velivolo decollò senza manifestare alcun tipo di anomalia alla strumentazione, ma dopo meno di un minuto dal decollo i piloti si resero conto che gli altimetri rimanevano "attaccati" (cioè continuavano ad indicare un valore di quota pari a zero nonostante il velivolo stesse salendo). Contemporaneamente gli allarmi in cabina iniziarono a suonare e l'altimetro e l'indicatore di velocità cominciarono a mostrare valori incompatibili con l'effettivo stato del volo: l'altitudine indicata era di 9.680 piedi e l'allarme di bassa velocità-rischio di stallo imminente indusse Schreiber a consultarsi con il copilota, decidendo insieme di effettuare una discesa per aumentare la velocità e riprendere portanza.
Quasi contemporaneamente si attivò l'allarme di "rudder ratio", che segnala una deflessione eccessiva del timone di direzione in rapporto alla velocità dell'aeromobile e che, per definizione, si attiva quando la velocità è troppo alta.
La netta contraddizione tra i due segnali di allarme disorientò i piloti.
Occorre considerare che - a meno di non fare una cabrata/virata secca ad alta velocità, nel qual caso può verificarsi il cosiddetto "stallo di potenza" - o si è a rischio stallo o si è a velocità troppo elevata, una cosa esclude necessariamente l'altra.
Dopo pochi istanti, ad aumentare la loro confusione, scattò l'allarme di overspeed (velocità troppo alta) per cui Schreiber e Fernàndez dapprima consultarono i manuali relativi alle emergenze e poi - dopo quattro minuti dal decollo - si risolsero a dichiarare lo stato di emergenza al controllore di volo dell'aeroporto di Lima.
Il messaggio di emergenza venne trasmesso alle 00.44 dal copilota David Fernández: "Dichiariamo emergenza, non abbiamo strumentazione statica né altimetro né indicatori di velocità. Dichiariamo emergenza.".
Immediatamente gli operatori della torre di controllo si attivarono per guidare l'apparecchio in un atterraggio strumentale, ma inevitabilmente si basarono su dati di volo errati poiché le informazioni di cui disponevano sullo schermo erano quelle totalmente sballate trasmesse dal computer dell'aereo. Inutilmente i controllori di volo tentarono via radio di capire cosa succedesse sia alla strumentazione in cabina sia all'apparecchio in volo, anzi questo trasse in maggior confusione i due piloti, messi tra i due fuochi della strumentazione difettosa e dell'urgenza dei controllori di avere informazioni precise sulla situazione.
Come risultò successivamente dalla scatola nera, le prime istruzioni impartite dalla torre di controllo furono di dirigersi a nord seguendo il radiofaro VOR-DME ubicato a Las Salinas, per poi fare riferimento ad un altro punto immaginario, il SIGAS - sulla costa di Huacho - utilizzato come vettore di inizio discesa.
Si poté stabilire che il pilota iniziò a dirigersi verso Las Salinas, ma per il cattivo funzionamento della strumentazione virò all'altitudine nella quale si incontravano il SIGAS ed il VAGAL (altro punto guida immaginario).
Dal punto in cui teoricamente avrebbero dovuto trovarsi, l'equipaggio avrebbe potuto vedere la pista dell'aeroporto Chavez, ma la posizione reale era totalmente diversa e da ogni lato dell'aereo c'era solo il buio e, sotto di loro, l'Oceano Pacifico.
In cabina il comandante Schreiber tentava di mantenere l'aereo in assetto e quota normali ma il rumore degli allarmi, che riempiva la cabina, disorientava sia lui che il copilota ed aumentava la loro confusione.
Alle 00.48 il primo ufficiale Fernàndez sollecitò un aereo guida.
"Non c'è possibilità di (rumore...) proseguiamo ad alta velocità, per favore un aereo di recupero. Abbiamo bisogno di un aereo. C'è un aereo che possa venire su a prenderci?"
Vista l'impossibilità di trovare una soluzione ai problemi del volo 603 i controllori di volo del Chavez decisero di inviare un Boeing 707 cargo che guidasse a terra il 757 in emergenza.
Il cargo - sempre sulla base dell'altitudine e della posizione errate trasmesse a terra dal sistema di bordo - li avrebbe raggiunti in circa 15 minuti.
Alle 00.53 Schreiber informò la torre di controllo dell'attivarsi del doppio allarme di "too low terrain" (ovvero di prossimità del suolo) e chiese al controllore di volo informazioni precise sulla quota e velocità dell'apparecchio. La risposta che ne ricevette fu " 230 nodi " ma l'allarme suonava insistentemente e per ironia della sorte, fra i tanti allarmi attivi, quello di prossimità del suolo era l'unico che corrispondesse alla realtà.
Dopo pochi minuti, alle 00.56, Fernández chiese alla torre di indicargli se l'apparecchio si trovasse a sorvolare l'oceano o la terraferma e di confermargli i dati sulla velocità e sulla quota (per l'esattezza chiese di sapere se fossero in discesa). Da terra gli notificarono che erano sull'acqua e confermarono che la velocità si manteneva sui 230 nodi.
L'aereo decollato in loro soccorso non riuscì a rintracciare l'apparecchio in difficoltà per la differenza di altitudine tra i dati forniti dalla torre (che si basava su quelli errati ricevuti dal computer del volo 603) e l'altitudine reale del velivolo.
Nei successivi 10 minuti, Schreiber si diresse verso la costa per poi effettuare una virata di quasi 360° nel tentativo (non riuscito) di localizzare finalmente il punto SIGAL. La sua quota reale era inferiore a 1000 piedi.
Alle 01.10 si attivò nuovamente l'allarme di prossimità del suolo e la torre ordinò di riprendere quota, ma ormai era troppo tardi: alle 01.11 il primo ufficiale segnalò che il Boeing 757 era in fase di impatto con l'acqua.
Sia lui che il comandante fecero un disperato tentativo di alzare la prua dell'aereo per riprendere quota ma quest'ultimo gridò "Ci capovolgeremo!" ed effettivamente fu quello che accadde, dopo pochi istanti.
Il controllore di volo tentò ripetutamente di comunicare ancora con i due piloti, ma dalla radio non ricevette più alcun messaggio. La torre di controllo decise quindi di inviare una squadra di soccorso verso la costa di Chancay, in prossimità della quale si trovava l'apparecchio al momento dell'impatto con l'acqua.

### Il recupero
I soccorsi raggiunsero la costa ed accesero tutte le luci dei loro mezzi di emergenza nel tentativo di fornire segnali luminosi di riferimento al 757, ma l'oscurità era completa e dal cielo non si riceveva nessuna specie di segnale - né visivo né acustico - che facesse pensare alla presenza in aria del velivolo. Un pescatore della zona informò i soccorritori di aver visto un lampo all'orizzonte, il che sembrò confermare che l'aereo fosse ammarato o precipitato in acqua.
Alle prime luci dell'alba le squadre aeree e marittime di recupero trovarono una larga macchia d'olio e resti metallici che confermarono la peggiore delle ipotesi: l'apparecchio si era schiantato in mare. Delle persone a bordo vennero rinvenute soltanto poche decine di resti.

### Indagini e conclusioni
Le indagini sulle cause e le responsabilità della tragedia cominciarono subito dopo l'aver chiarito lo svolgimento dei fatti. Le registrazioni audio della torre di controllo furono sbobinate e controllate nei minimi particolari e la marina degli Stati Uniti offrì dei ROV subacquei (Remote Operating Vehicle = veicoli operativi controllati a distanza) per il recupero della scatola nera. I resti dell'apparecchio erano a più di 400 metri di profondità e si poté inizialmente stabilire che la fusoliera si era spezzata in due.
Dal dialogo in cabina e dai rumori di fondo, registrati nella scatola nera, si appurò che il Boeing 757 rimbalzò almeno due volte sulla superficie dell'oceano per poi capovolgersi e fracassarsi sull'acqua a più di 230 nodi di velocità.
In principio si ritenne che l'avionica del 757 si fosse guastata ed in più si accusarono i due piloti di non essere adeguatamente addestrati dalla compagnia Boeing per affrontare il tipo di incidente accaduto nella cabina (i falsi allarmi attivati dal computer e le indicazioni errate dell'altitudine e della velocità).
Ma, a mano a mano che il recupero dei resti dell'aereo andava avanti, uno dei frammenti recuperati (facente parte della sezione ventrale di prua) fornì un dettaglio cruciale per chiarire la causa prima ed autentica della tragedia: le aperture verso l'esterno dei sensori destinati a fornire le informazioni su quota e velocità al computer di bordo erano ostruiti da nastro adesivo, applicato - come accertarono gli inquirenti - dal personale dell'aeroporto Chavez per proteggere i sensori durante le pulizie e la riverniciatura.
Esaminando e confrontando tra loro i vari resti recuperati si poté stabilire che il personale della manutenzione applicò il nastro adesivo a scopo protettivo (azione abituale, corretta e necessaria), ma che l'addetto alla riverniciatura, signor Chacaliaza, non lo rimosse al termine del suo lavoro, come invece avrebbe dovuto.
Per tale omissione venne considerato come l'unico imputabile - per il crimine di negligenza - nonostante fossero stati interrogati anche il meccanico Luís Cárdenas Dávila, i supervisori M.P. Torrealba e R.L. Regalado, nonché il capo controllo qualità A.D. Dancout.
Questo perché, a parte la mancata rimozione che già in sé prefigurava il reato di negligenza, il nastro adesivo era di colore "alluminio" esattamente come il colore di fondo del Boeing 757, per cui il capitano Schreiber non si accorse né avrebbe potuto accorgersi della sua presenza, essendo totalmente buio (il controllo avvenne alle 23.50) ed avendo lui soltanto una torcia elettrica come fonte di illuminazione.
L'ostruzione delle aperture dei sensori creò un conflitto nel computer di bordo che, ricevendo dati errati ed incongruenti, attivò tutti gli allarmi che mandarono in confusione i piloti e non permisero loro di capire la reale situazione in corso, cosa che determinò in maniera diretta l'incidente.

## I risarcimenti
La compagnia AeroPerù si dichiarò in fallimento per evitare le domande di risarcimento (dell'ovvio ammontare complessivo di milioni di dollari) da parte dei parenti, mentre la Boeing si assunse la colpa per non aver messo in grado i piloti - tramite addestramento, notifiche tecniche ed integrazione ai manuali di volo ed emergenza - di fronteggiare un'emergenza che si poteva superare solo disconnettendo gli apparati elettronici di bordo e proseguendo il volo con la strumentazione analogica.
Nel 2006, finalmente, la Boeing pagò un considerevole indennizzo ai familiari delle vittime del volo 603, ma la somma sino ad oggi non è mai stata resa nota.

## Procedimento penale
Chacaliaza è stato condannato in Perù per omicidio colposo e condannato a due anni con sospensione della pena nel 1998. Altri quattro imputati sono stati assolti. 
Chacaliaza ha detto che farà appello contro la sentenza, sostenendo che il sabotaggio ha fatto precipitare l'aereo e che era stato lui a rimuovere il nastro adesivo.
L'investigatore peruviano sugli incidenti aerei Guido Fernández ha criticato la sentenza, affermando che l'addetto alla manutenzione era relativamente ignorante e aveva poca comprensione di ciò che faceva. Fernández sosteneva che i suoi supervisori avevano maggiori responsabilità, eppure Chacaliaza era quello perseguitato dal sistema.

## Il volo Aeroperú 603 nei media
L'incidente del volo 603 della Aeroperú è stato analizzato nell'episodio Volo cieco della prima stagione del documentario Indagini ad alta quota trasmesso da National Geographic Channel.